# Adolf Rappe (politiker)
Adolf Fredrik Zakarias Rappe, född 5 november 1830 i Karlskrona, död 17 december 1898 i Kristianstad, var en svensk kammarherre och riksdagsman. 
Han var måg till Fredrik Johan Berling.
Rappe var godsägare på Marielund i Nättraby församling i Blekinge 1852–1888 och föreståndare för Blekinge läns lantbruksskola där 1858–1888. Han blev kammarherre 1866. Rappe ägde Berlingska boktryckeriet i Lund 1873–1888. Han var överkontrollör vid brännvinstillverkningen i riket från 1889. Rappe var ledamot av riksdagens första kammare 1877–1886, invald i Blekinge läns valkrets.
Adolf Rappe är begravd på Nättraby kyrkogård.